# Communauté de communes du val du Rongeant
La communauté de communes du Val du Rongeant est une ancienne communauté de communes française, située dans le département de la Haute-Marne et la région Champagne-Ardenne.

## Historique
Disparition le 18 décembre 2008 pour former avec la Communauté de communes des deux vallées la Communauté de Communes de Canton de Poissons (14communes), puis intégration à la Communauté de communes du Bassin de Joinville en Champagne le 1er janvier 2014.

## Composition
Elle était composée des communes suivantes :
1. Annonville
2. Cirfontaines-en-Ornois
3. Épizon
4. Lezéville
5. Montreuil-sur-Thonnance
6. Noncourt-sur-le-Rongeant
7. Poissons
8. Thonnance-les-Moulins